# Северный гладкий кит
Северный гладкий кит (лат. Eubalaena glacialis) — вид семейства гладких китов (Balaenidae), распространённый в северных регионах Атлантического океана.

## Описание
Северный гладкий кит достигает, как правило, длины 13—16 м. Официально зафиксированная рекордная длина составляла 18 м, однако по слухам наблюдались особи и 21 м в длину. Масса этих колоссов составляет около 100 т. Как у всех гладких китов, у северного вида отсутствует спинной плавник. Окраска по всему телу чёрная. Бросаются в глаза значительные части тела, покрытые паразитирующими организмами, такими как баланиды, китовые вши и прочие ракообразные. Издали они выглядят как огромные белые пятна. Наиболее плотно эти организмы населяют лоб животного, образуя своеобразную белую «шапку». На каждой стороне пасти находятся около 300 усов. Ворвань может составлять до 40 % общей массы тела и в этом отношении североатлантический гладкий кит является рекордсменом среди всех китов.

## Распространение
Северные гладкие киты в летние месяцы обитают в субполярных регионах, а зимой перемещаются в умеренные широты. В восточной части Атлантического океана этот вид полностью истреблён. Ранее его можно было встретить в летний сезон вблизи берегов Исландии, а зимой в Бискайском заливе. Западноатлантические популяции обитают летом у берегов Новой Англии, а зимой встречаются в Мексиканском заливе к западу от Флориды.

## Поведение
Данный вид передвигается в воде весьма медленно, его скорость составляет лишь 8 км/ч. Как и все усатые киты, североатлантические гладкие киты процеживают пищу через китовый ус. В нём остаются веслоногие раки и небольшие рыбы. Ранее представители этого вида перед миграциями собирались в крупные группы, составлявшие сто и более животных, однако из-за крайней редкости в наше время это стало невозможным.

## Промысел и охрана
Из-за того, что северные гладкие киты живут вблизи побережья, они были среди первых китов, на которых велась охота. Уже в XVI веке их убивали десятками тысяч. После этого они стали настолько редкими в восточной части Атлантического океана, что европейские китобои были вынуждены перейти на гренландского кита. Колонисты Новой Англии, однако, быстро обнаружили, что у побережья летом собираются тысячи гладких китов. В XVII и XVIII веках их популяции были почти уничтожены. Лишь позже были обнаружены японские киты, которых почти истребили между 1805 и 1914 годами.
Изначальная численность северного гладкого кита оценивается в 100 тысяч животных, однако в наше время существует лишь около 300 особей. В отличие от других видов китов, эти киты после прекращения охоты на них почти не смогли увеличиться в численности. Причины для этого, помимо низкой рождаемости, до сих пор не изучены. Восточноатлантические популяции, которые ранее мигрировали между Исландией и Францией, полностью исчезли. Время от времени отдельные представители данного вида гладких китов всё же появляются в восточной части океана, однако тут речь идёт видимо о сбившихся с пути особей из западной Атлантики.

## Систематика
Северные гладкие киты иногда объединяются наряду с гренландским китом, японским китом и южным китом в род Balaena или Eubalaena. Ранее южный, японский и северный кит считались одним видом, однако исследования ДНК показали, что речь идёт о трёх различных видах.